# 凸额马先蒿
凸额马先蒿（学名：Pedicularis cranolopha）为列当科马先蒿属的植物，是中国的特有植物。分布于中国大陆的四川、青海、甘肃等地，生长于海拔3,800米的地区，一般生长在高山草原中。

## 异名
- Pedicularis cranolopha Maxim. var. garnieri (Bonati) Tsoong
- Pedicularis cranolopha Maxim. var. longicornuta Prain